# V División de Ejército (Perú)
La V División de Ejército es una división del Ejército del Perú con sede en Iquitos, departamento de Loreto.

## Historia
La unidad se creó por primera vez el 27 de junio de 1961, con el nombre de V Región Militar. El 31 de diciembre de 2002 la región fue disuelta y restablecida como Región Militar Oriental, cambiando a su nombre actual en 2013.
La unidad combatió durante la Guerra peruano-ecuatoriana como parte del Destacamento del Ejército del Norte, también llamado Agrupamiento del Norte en su ofensiva nororiental.

## Heráldica
El emblema de la unidad muestra un contorno del departamento de Loreto, un Sol inca y un soldado peruano.

## Organización
La V División de Ejército está formada por las siguientes unidades:
- Compañía Comando N.º 115
- Compañía Policía Militar N.º 115
- Compañía Ingeniería N.° 115
- Centro de Instrucción Divisionario N.º 5
- Compañía Especial de Comandos N.º 125
- Unidad de Asentamiento Rural N.º 2
- Destacamento de la Aviación del Ejército.
- Batallón de Comunicaciones N.º 115
- Batallón de Infantería de Selva N.º 3
- Batallón de Infantería de Selva N.º 17
- Batallón de Infantería de Selva N.º 27
- Batallón de Infantería de Selva N.º 28
- Batallón de Infantería de Selva N.º 29
- Batallón de Infantería de Selva N.º 47
- Batallón de Infantería de Selva N.º 53
- Batallón de Infantería de Selva N.º 83
- Batallón de Ingeniería de Combate de Selva N.º 5

35.ª Brigada de Selva (Caballococha)
- Compañía Comando N° 35
- Compañía Policía Militar N° 35
- Compañía de Comunicaciones N° 35
- Batallón de Servicios N° 35
- Batallón de Infantería de  Selva N.º 49
- Batallón de Infantería de Selva N.º 515
- Batallón de Infantería de Selva N.º 525
- Batallón de Infantería de Selva N.º 535

115.ª Brigada de Servicios (Iquitos - Loreto)
- Batallón de Transportes N.º 115
- Batallón de Intendencia N.º 115
- Batallón de Materia de Guerra N.º 115